# 1985 AE
1985 AE är en asteroid i huvudbältet som upptäcktes den 15 januari 1985 av de båda japanska astronomerna Takeshi Urata och Kenzo Suzuki i Toyota.
Asteroiden har en diameter på ungefär 8 kilometer.